# Процедура спільного ухвалювання рішень
Звичайна законодавча процедура (також процедура спільного ухвалювання рішень) — спільне ухвалювання рішень Радою міністрів та Європейським парламентом. Запроваджена 1992 року Майстрихтським договором з метою наблизити законотворчий процес у Європейському Союзі до норм європейської демократії, згідно з якими закони ухвалює безпосередньо обраний народом і підзвітний йому орган (парламент). У рамках цієї процедури Європейський парламент має змогу накласти вето на законопроєкт, щодо якого він не досяг згоди з Радою.
Спрощено процедура складається з таких етапів:
- Комісія вносить законодавчу пропозицію;
- Парламент, абсолютною більшістю, висловлює Раді своє ставлення до неї;
- якщо Парламент не пропонує змін, Рада ухвалює рішення кваліфікованою більшістю;
- якщо Парламент відхиляє пропозицію, вона не стає законом;
- якщо Парламент пропонує зміни, Рада й Комісія їх розглядають;
- якщо Комісія погоджується з ними, Рада може їх затвердити кваліфікованою більшістю;
- якщо Комісія відхиляє запропоновані Парламентом зміни, Рада може ухвалити їх одностайно;
- якщо Рада також не погоджується на зміни, створюють узгоджувальний комітет з представників Ради і Парламенту за участі Комісії;
- якщо узгоджувальний комітет не дійде згоди, пропозицію знімають;
- якщо узгоджувальний комітет виробляє компромісний варіант тексту, його має ухвалити Рада (кваліфікованою більшістю) і Парламент.

Спочатку процедура спільного ухвалювання рішень застосовувалась лише в кількох галузях політики, а саме: єдиний ринок, освіта, охорона довкілля, захист споживачів та охорона здоров’я. 1997 року Амстердамський договір значно розширив коло її застосування, спростивши саму процедуру. Нині це головна форма законотворчої співпраці Ради й Парламенту.
Неухильний рух від одностайності до кваліфікованої більшості в ухвалюванні рішень у Раді полегшує й прискорює законодавчий процес в ЄС, але водночас призводить до того, що національні парламенти втрачають змогу контролювати свої уряди, які вже не мають права вето. Компенсувати цей так званий “дефіцит демократії” може Європейський парламент, тож будь-який законодавчий акт, ухвалюваний кваліфікованою більшістю, теоретично має належати до сфери застосування процедури спільного ухвалювання рішень. Здебільшого так воно й є. Ніццький договір збільшив застосування кваліфікованої більшості, паралельно розширивши коло повноважень процедури спільного ухвалювання рішень. Однак на деякі галузі, де кваліфікована більшість запроваджена раніше (сільське господарство, торгівля), спільне ухвалювання рішень поширити не вдалося.